# Chi Mộc qua
Chi Mộc qua (danh pháp khoa học: Chaenomeles) là một chi bao gồm 3 loài cây bụi có gai và lá sớm rụng, thông thường cao 1–3 m, trong họ Hoa hồng (Rosaceae). Chúng là các loài cây bản địa của khu vực Đông Á, tại khu vực Nhật Bản, Trung Quốc và Triều Tiên. Các loài cây này có quan hệ họ hàng gần với mộc qua Kavkaz (Cydonia oblonga) và mộc qua Trung Quốc (Pseudocydonia sinensis), khác so với mộc qua Kavkaz ở chỗ lá của chúng có khía răng cưa, và khác với mộc qua Trung Quốc ở chỗ có gai, hoa mọc thành cụm với các lá đài sớm rụng và vòi nhụy hợp sinh tại đế.
Các lá đơn mọc so le, mép lá có khía răng cưa. Hoa đường kính 3–4,5 cm, với 5 cánh hoa, thông thường có màu đỏ cam tươi, nhưng cũng có thể màu trắng hay hồng; ra hoa vào cuối mùa đông hay đầu mùa xuân. Quả là dạng quả táo với 5 lá noãn; chín vào cuối mùa thu.
Các loài mộc qua này bị ấu trùng của một số loài cánh vẩy (Lepidoptera) phá hại, như Euproctis chrysorrhoea và Bucculatrix pomifoliella.

## Các loài và cây lai ghép
C. cathayensis (mộc qua lá lông) là loài bản địa miền tây Trung Quốc và có quả lớn nhất trong chi này, với hình dáng giống quả lê, dài 10–15 cm và rộng 6–9 cm. Hoa của nó màu trắng hay hồng. Lá dài 7–14 cm.

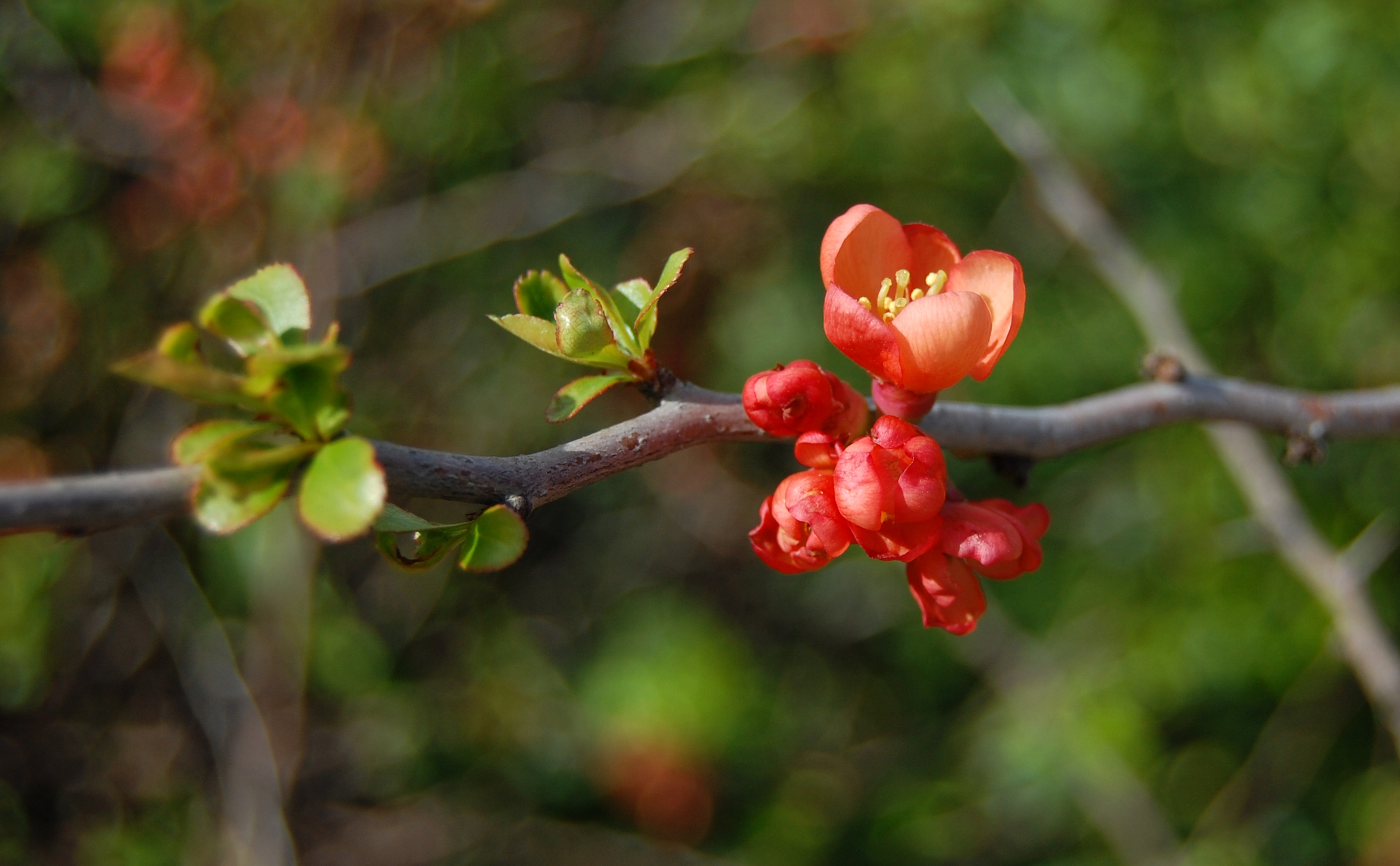
Chaenomeles japonica

C. japonica (mộc qua Nhật Bản hay mộc qua Maule) là loài bản địa Nhật Bản, có quả nhỏ hình quả táo tây đường kính 3–4 cm. Hoa thường màu đỏ, nhưng có thể trắng hay hồng. Lá dài 3–5 cm.
C. speciosa (mộc qua hoa Trung Quốc, mộc qua da nhăn; đồng nghĩa: Chaenomeles laganaria, Cydonia lagenaria, Cydonia speciosa, Pyrus japonica) là loài bản địa Trung Quốc và Triều Tiên, có quả hình quả táo tây, đường kính 5–6 cm. Hoa màu đỏ. Lá dài 4–7 cm.
Một số nguồn còn công nhận loài thứ tư là C. thibetica (mộc qua Tây Tạng), nhưng các tác giả khác chỉ coi nó là cây lai giữa C. cathayensis và Docynia delavayi.
Bốn loại cây lai ghép đã được tạo ra. Loại phổ biến nhất là C. × superba (lai ghép giữa C. speciosa và C. japonica), trong khi C. × vilmoriniana là cây lai ghép giữa C. speciosa với C. cathayensis, còn C. × clarkiana là cây lai ghép giữa C. japonica với C. cathayensis. Loại cây lai ghép C. × californica là cây lai 3 loài (giữa C. × superba với C. cathayensis). Hàng loạt các giống cây trồng của các loại cây lai ghép này cũng được tạo ra.

### Sử dụng

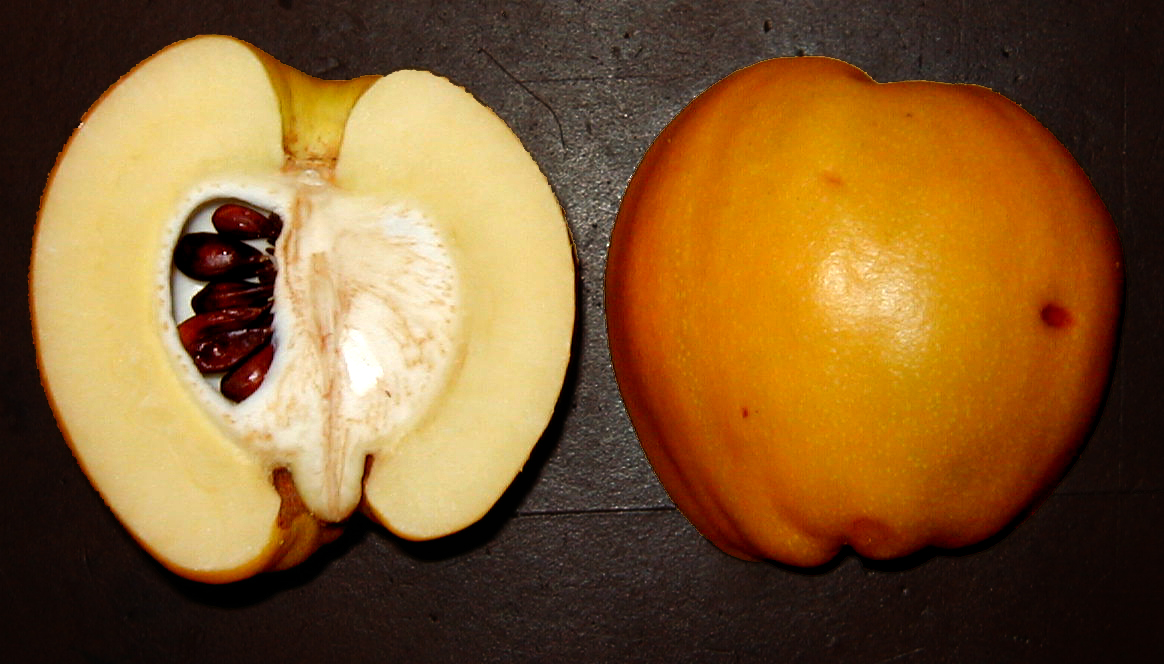
Quả bổ đôi của Chaenomeles sp., có lẽ là C. speciosa hay một giống cây trồng nào đó.

Các loài mộc qua này đã trở thành các cây cảnh phổ biến tại một số khu vực ở châu Âu và Bắc Mỹ, được trồng trong vườn vì có hoa đẹp. Một số giống cây trồng cao tới 2 m, nhưng các giống khác thì nhỏ hơn và bò leo.
Chúng cũng thích hợp cho việc trồng trong bồn cảnh bonsai.
Quả của chúng rất cứng và se, ăn tươi không ngon, mặc dù chúng trở nên mềm và ít se hơn sau khi bị sương giá. Tuy nhiên, chúng thích hợp cho việc làm rượu mùi, cũng như mứt cam và làm trái cây bảo quản, do chúng chứa nhiều pectin hơn táo tây và mộc qua Kavkaz. Quả của chúng cũng chứa nhiều vitamin C hơn chanh (tới 150 mg/100 g).

## Linh tinh
Những người làm vườn ở phương Tây thường gọi các loài mộc qua này là "flowering quince" (mộc qua hoa, mặc dù tất cả các loài mộc qua đều có hoa). Trong thế kỷ 19 và 20 tên gọi "japonica" ([mộc qua] Nhật Bản) được sử dụng rộng rãi (mặc dù từ japonica là tên gọi có ý nghĩa phân biệt loài được dùng cho tương đối nhiều loài thực vật khác, và tên gọi này không có tác dụng phân biệt nào cả). Tên gọi thứ nhất nguyên được dùng để chỉ C. japonica, còn tên gọi sau đã từng (và vẫn còn) được dùng để chỉ các loài Chaenomeles một cách lỏng lẻo, không phụ thuộc vào việc nó là loài nào. Hiện tại, loại mộc qua được trồng nhiều nhất với tên gọi "japonica" là cây lai ghép giữa C. × superba với C. speciosa, chứ không phải C. japonica.